# 扎拉·卢瑟福
扎拉·卢瑟福（英語：Zara Rutherford，2002年7月5日—）是比利时裔英国飞行员。她是第一个乘坐超轻型飞机（鯊魚飛機）环游世界的人。她於2021年8月18日在比利时科特赖克啟程飛行，并于2022年1月20日结束为期五个月的環球飛行。此時扎拉·卢瑟福憑藉19岁的年齡成为独自环游世界的最年轻女飞行员。